# آي باد
آي باد (بالإنجليزية: iPad)‏ هو جهاز لوحي صُمم ويسوِّق من قبل شركة أبل وتقوم بتصنيعه شركة فوكسكون، تم إصداره في أبريل 2010 يعمل الجهاز بنظام تشغيل آي باد أو إس (شبيهٌ ليونكس) وتدعم شاشته اللمس المتعدد ويقوم بتشغيل عدة أنواع من الوسائط من ضمنها الصحف، المجلات، الكتب الرقمية، الكتب النصية، الفيديو، الموسيقى والألعاب وجميع برامج آي فون، يوجد نسختان من الجهاز نسخة تحتوي على جيل ثالث وواي فاي وأخرى تحوي واي فاي فقط.

## التوافر
طُرِح الآي باد في الولايات المتحدة الأمريكية في الثالث من أبريل 2010 (نسخة الواى فاى)، وفي اليوم 30 من شهر أبريل توفرت (نسخة الواي فاي والجيل الثالث) في الولايات المتحدة مرفقة بعقد مع إي تي أند تي كمشغل حصري لخدمة الجيل الثالث للآي باد في الولايات المتحدة، وتم طرحه عالمياً يوم الجمعة 28 من شهر مايو في:(أستراليا، كندا، فرنسا، ألمانيا، إيطاليا، اليابان، إسبانيا وسويسرا والمملكة المتحدة) وأُكمل طرحه في (النمسا، بلجيكا، هونغ كونغ، أيرلندا، لوكسمبورغ، المكسيك، هولندا ونيوزيلندا وسنغافورة)
بنهاية يوليو.

## نظام التشغيل
كالآي فون، يعمل الآي باد بنظام تشغيل آي أو إس مع الكثير من التغييرات في قياسات الواجهة لتناسب شاشة الأخير فبرنامج «إعدادات» مثلاً يقوم بعرض قائمة بالبرامج القابلة للإعداد كاملة على اليسار في نفس شاشة قيامك بعملك على أحدها بينما الآي فون يقوم بعرض قائمة الإعدادات أو الإعداد على حدة نظراً لحجم الشاشة.

### التطبيقات
آي باد يأتي مع تطبيقات من صنع الشركة محملة مسبقاً وهي: سفاري (متصفح)، بريد، صور، فيديو، يوتيوب، آي بود، آي تونز، متجر التطبيقات، الخرائط، وملاحظات، والتقويم وجهات الاتصال.
وستعمل أيضاً تطبيقات أي فون إما موسعة لتناسب حجمه أو بقياس شاشة آي فون داخل شاشة آي باد بحيث يحتل التطبيق مساحة في منتصف الشاشة.
وبالنسبة للبرمجيات المصممة للجهاز (أي التي تعمل على آي باد فقط) فبحسب أبل فالمتجر يحوي 40,000 تطبيق خاص به تتنوع ما بين برامج وألعاب.

#### آي بوكس
تطبيق يعمل على نظام آي أو إس أعلن عنه في 27 يناير 2010 ويحتوي على متجر الكتب الرقمية ويقوم بتصفحها بعد الشراء.

## دعم اللغة العربية
في إصدارات نظامه حتى 3.2.2 يدعم آي باد العربية قراءةً، ولم تدرج ضمن اللغات المتاحة للواجهة أو للوحة المفاتيح، فيما بعد تم إضافة الدعم الكامل للغة العربية في الإصدار 4.2.

### لوحة المفاتيح العربية
يوجد برنامجان في المتجر يؤديان وظيفة لوحة المفاتيح العربية، بحيث تقوم بكتابة النص داخل البرنامج ثم نسخه فلصقه في المكان المطلوب (بريد إلكتروني، موقع، ملاحظة). البرنامجان هما (لوحة المفاتيح العربية الثانية للآي باد) و (لوحة المفاتيح العربية للآي باد - الكيبورد العربي) الذي يمكنك من البحث في قوقل ويوتيوب والكتابة في فيس بوك وتويتر من خلال البرنامج كما يحتوي أيضا على لوحة مفاتيح فارسية ولوحة مفاتيح أوردو.
في خارج متجر آبل الرسمي (أي في السيديا) قامت شركة آي فون إسلام بطرح لوحة مفاتيح عربية مشابهة للوحة آبل بسعر 9.99 دولار.
لم تعد لوحات المفاتيح أعلاه ذات جدوى مع طرح اللوحة الرسمية من أبل.

## المبيعات
تناقلت الكثير من المواقع على الشبكة (تعريب «إنترنت») بأنه في اليوم الأول قد بيع من 600 إلى 700 ألف وحدة من الجهاز لكن بحسب المصدر الرسمي (شركة آبل) فإنه تم بيع أكثر من 300,000 جهاز (نسخة الواي فاي) في اليوم الأول من طرحه في الولايات المتحدة (3 أبريل)، الرقم يتضمن عمليات الحجز المسبق من موقع أبل ومبيعات الجهاز من متاجرها ومتاجر بست باي ، وصلت مبيعاته حتى تاريخ 8 أبريل إلى 450,000 ، وأكمل الجهاز المليون وحدة مباعة بحلول الأول من مايو ، وبعد 59 يوماً من الطرح أعلنت أبل بأنها باعت مليوني وحدة من جهاز آي باد  بمعدل جهاز في كل 3 ثواني كمعدل تقديري وليس حقيقياً ، وفي 22 يونيو أعلنت آبل أنها باعت 3 ملايين جهازاً من منتجها أي باد.

## آي باد 2
تم الإعلان عن الجيل الثاني من الآي باد في 2 مارس 2011 في قاعة YBCA للفن المعاصر وطرح في الأسواق الأمريكية في 11 مارس 2011. الجهاز الجديد يأتي بمعالج A5 من آبل ثنائي النواة بسرعة 1 جيجا هرتز، وكاميرتين أمامية وخلفية، وتوفره باللونين الأسود والأبيض، وتوفر نسخة تعمل على شبكة الجيل الرابع لشركة Verizon الأمريكية، وإخراج الفيديو إلى التلفاز بجودة 1080p، بالإضافة إلى تقليل سمكه عن السابق بنسبة 33% وبوزن أكثر خفة بنسبة تفوق 15% تقريباً

## آي باد (الجيل الثالث)
أعلن عن الآي باد في 7 مارس 2012، مع إلغاء الترقيم من اسمه والاكتفاء بتسميته (The New Ipad)الايباد الجديد. يحتوي الجهاز على شاشة عالية الدقة Retina Display، وكاميرا ذات عدسات محسنة مماثلة لعدسات جهاز الشركة الآخر آي فون 4S بقوة 5 ميجابكسل، ومعالج جديد A5X ثنائي النواة ذا معالج رسوميات رباعي النواة، وبه خاصية الإملاء (لا تدعم العربية)، ويعمل الجهاز بتقنية الجيل الرابع.

## آي باد (الجيل الرابع)
أعلن عن الايباد الجديد في 24 أكتوبر 2012, يعتبره البعض تحديث للآي باد الجيل الثالث فقد كان أكبر تحديث عليه هو تغيير المعالج من A5X إلى A6X رباعي النواة وهو يعتبر اسرع من السابق بضعف السرعة، كما قامت ابل بتحديث خدمة الجيل الرابع على جهازها لتشمل جميع الشبكات العالمية، يحتوي الجهاز على شاشة عالية الدقة Retina Display كما في سابقه.

## آي باد ميني
الأيباد المصغر أو كما يسمى بالإنجليزية "iPad Mini"، أعلن عنه في شهر 23/10/2012. يعتبر ميني أيباد الجيل ما بعد الثالث وليس الجيل الرابع من الايباد من أجهزة الأيباد والجيل الأول الذي تكون فيه شاشته أصغر «7.9 انش» بالمقابل الأيباد بشاشته الأكبر «9.7 انش». يحتوي ميني أيباد على جميع مواصفات أيباد اير الجديد، ولكن ليس على نفس دقة الشاشة.
في 2021 قامت آبل بإصدار آيباد ميني 6 والذي تضاهي شاشته جودة شاشة الآيباد آير، وتبلغ مساحة الشاشة 8.3 انش بتقنية الريتنا والترو تون، كما أنها تدعم إمكانية استخدام الآبل بينسل.

## وصلات خارجية
- صفحة آي باد من موقع أبل
- المراجعة الكاملة والاختبار الأشمل لجهاز أبل اللوحي الآي باد مراجعة للجهاز من موقع سوالف سوفت.